# Jorge Zamogilny
Jorge Damián „Ruso” Zamogilny (ur. 5 stycznia 1980 w Buenos Aires) – argentyński piłkarz pochodzenia polskiego z obywatelstwem meksykańskim występujący najczęściej na pozycji defensywnego pomocnika, obecnie zawodnik meksykańskiego Atlasu.

## Kariera klubowa
Zamogilny urodził się w stołecznym argentyńskim Buenos Aires, jednak wychowywał się w niedalekiej Avellanedzie i w wieku 10 lat dołączył do juniorów tamtejszego zespołu piłkarskiego Racing Club. Jego udana postawa w drużynach młodzieżowych Racingu zaowocowała w 1997 roku powołaniem do reprezentacji Argentyny U–17 od selekcjonera José Pekermana, w której nie zdołał zadebiutować z powodu kontuzji. Profesjonalną karierę piłkarską rozpoczynał w lokalnym rywalu Racingu, Independiente. W składzie seniorskiego zespołu Independiente znajdował się w latach 1999–2000 za kadencji trenera Enzo Trossero, jednak nie zdołał w jego barwach zadebiutować w argentyńskiej Primera División.
Nie mogąc wywalczyć sobie miejsca w pierwszej drużynie Independiente, Zamogilny był testowany w drugoligowym Los Andes, natomiast w późniejszym czasie był bliski podpisania umowy z meksykańskim Club León, także występującym w drugiej lidze, do czego jednak nie doszło z powodów finansowych. Zawodnik pozostał jednak w Meksyku, gdzie w latach 2001–2003 reprezentował barwy podrzędnych klubów z zaplecza najwyższej klasy rozgrywkowej, Halcones de Querétaro i Real de La Plata. Po odejściu z drugiego z wymienionych klubów Argentyńczyk przez kilka lat uprawiał futbol jedynie amatorsko. Po jednym z meczów José Luis Sánchez Solá, trener drugoligowego klubu z Meksyku Puebla FC, zaproponował graczowi podpisanie kontraktu z jego drużyną.
Latem 2006 Zamogilny został piłkarzem Puebli, gdzie szybko został jednym z najważniejszych graczy zespołu, już po roku pomagając mu w awansie do najwyższej klasy rozgrywkowej. W meksykańskiej Primera División zadebiutował 5 sierpnia 2007 w zremisowanym 0:0 spotkaniu z Américą, natomiast premierową bramkę strzelił 20 kwietnia 2008 w wygranej 5:2 konfrontacji z Pachucą. Ogółem w sezonie 2006/2007 rozegrał dla Puebli wszystkie możliwe 34 mecze ligowe, strzelając w nich jedną bramkę i został wybrany przez Meksykański Związek Piłki Nożnej na najlepszego defensywnego pomocnika fazy Clausura.
W letnim okienku transferowym 2008 Zamogilny został kupiony za sumę dwóch milionów euro przez innego meksykańskiego pierwszoligowca, Tecos UAG z siedzibą w mieście Guadalajara. Jego barwy reprezentował przez następne 3,5 roku, będąc podstawowym piłkarzem drużyny i zdobywając dla niej 12 bramek w 100 ligowych meczach. Zajął z ekipą Tecos drugie miejsce w rozgrywkach InterLigi 2010, dzięki czemu mógł wziąć udział w pierwszym międzynarodowym turnieju w swojej karierze – Copa Libertadores, gdzie jednak jego zespół odpadł już w rundzie wstępnej.
Wiosną 2012 Zamogilny podpisał umowę z rywalem Tecos zza miedzy, drużyną Club Atlas.
| Sezon     | Klub                  | Kraj      | Rozgrywki        | Mecze | Bramki |
| --------- | --------------------- | --------- | ---------------- | ----- | ------ |
| 1999/2000 | CA Independiente      | Argentyna | Primera División | 0     | 0      |
| 2001/2002 | Halcones de Querétaro | Meksyk    | Liga de Ascenso  | ?     | ?      |
| 2002/2003 | Real de La Plata      | Meksyk    | Liga de Ascenso  | ?     | ?      |
| 2006/2007 | Puebla FC             | Meksyk    | Liga de Ascenso  | 41    | 4      |
| 2007/2008 | Puebla FC             | Meksyk    | Primera División | 34    | 1      |
| 2008/2009 | Tecos UAG             | Meksyk    | Primera División | 34    | 5      |
| 2009/2010 | Tecos UAG             | Meksyk    | Primera División | 31    | 3      |
| 2010/2011 | Tecos UAG             | Meksyk    | Primera División | 19    | 2      |
| 2011/2012 | Tecos UAG             | Meksyk    | Primera División | 16    | 2      |
| 2011/2012 | Club Atlas            | Meksyk    | Primera División |       |        |